# Simone de Beauvoir
Simone de Beauvoir (wym. simɔn: də bov’waʀ), właśc. Simone Lucie Ernestine Marie Bertrand de Beauvoir (ur. 9 stycznia 1908 w Paryżu, zm. 14 kwietnia 1986 tamże) – francuska pisarka, filozofka i feministka.
Jedna z pionierek współczesnego feminizmu drugiej fali. Jej książka Druga płeć uznana jest za jedną z klasycznych prac feminizmu. Szokowała opinię publiczną śmiałymi i niezależnymi poglądami oraz stylem życia. Współpracowniczka i partnerka życiowa Jeana-Paula Sartre’a.

## Życiorys

### Lata nauki
Córka adwokata Georges’a de Beauvoir i Françoise Brasseur, pochodziła ze znanej rodziny arystokratyczno-mieszczańskiej z Verdun. Uczęszczała do szkół w Paryżu, gdzie ujawnił się jej talent pisarski i wybitna inteligencja. Jednak ojciec zawsze ubolewał, że zamiast wymarzonego syna urodziły mu się dwie córki; ten brak akceptacji ze strony ojca (ze względu na jej płeć) wywarł ogromny wpływ na Simone – przyszłą feministkę.
W wieku 14 lat Simone, mimo iż została wychowana w tradycyjnej pobożności katolickiej, doszła do wniosku, że Bóg nie istnieje; od tej chwili przyjęła światopogląd ateistyczny. Była to także forma sprzeciwu wobec „zakłamanej moralności mieszczańskiej” jej konserwatywnej rodziny. Później rodzice zawsze potępiali ją za „rozwiązły” i „niemoralny” styl życia.
Po 1918 rodzina de Beauvoir znacznie zubożała; związek rodziców Simone faktycznie uległ rozpadowi.
Simone de Beauvoir wyróżniła się już w liceum. Na Sorbonie uzyskała licencjaty z literatury francuskiej, języka greckiego, łaciny i filozofii. Zdecydowała się poświęcić dalszym studiom w elitarnej École Normale Supérieure (ENS).

### Związek z Sartrem

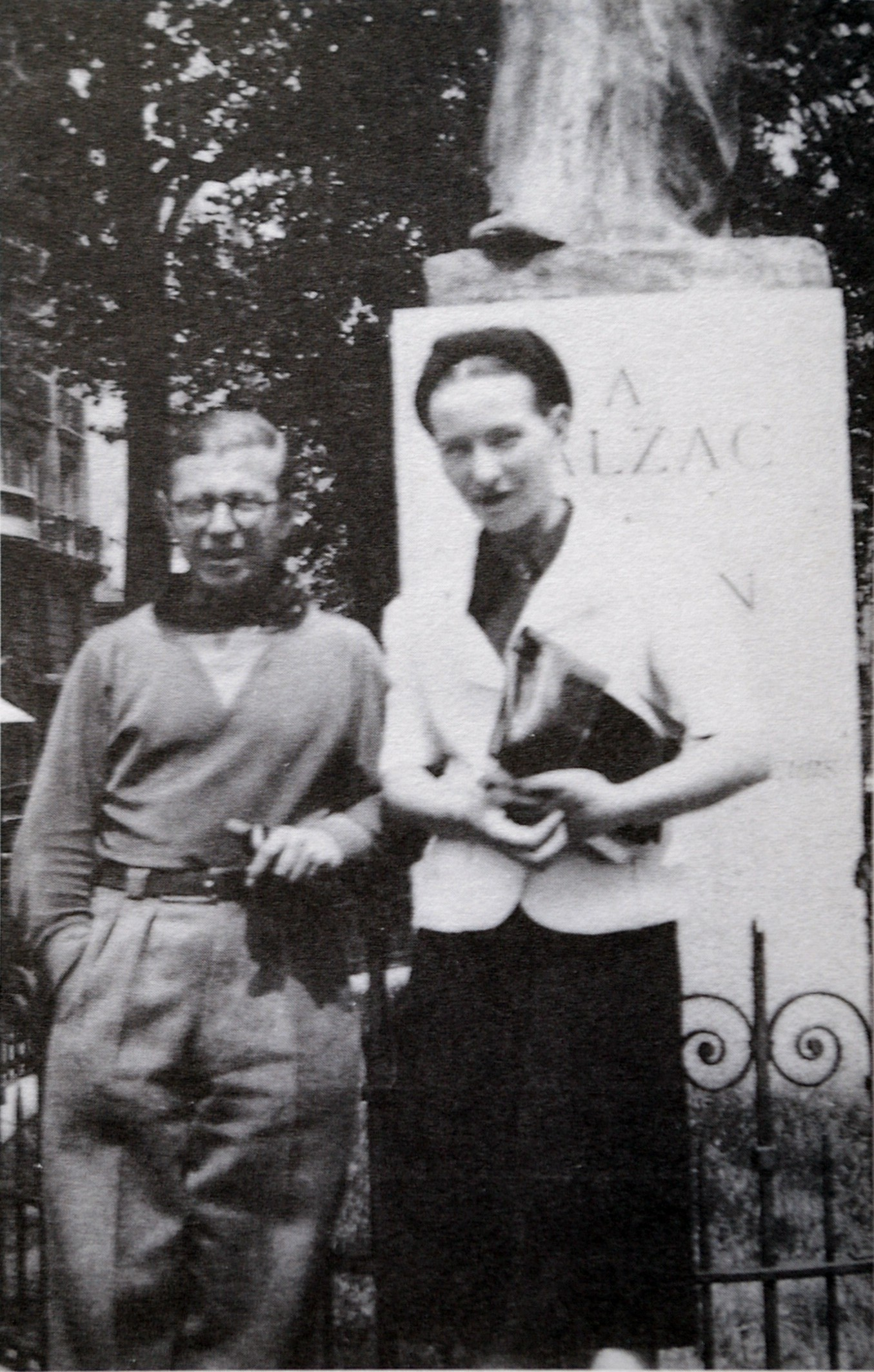
Simone de Beauvoir z Jeanem-Paulem Sartrem

W École Normale Supérieure na Sorbonie spotkała i zaprzyjaźniła się z Jeanem-Paulem Sartrem. W czasie dyskusji w kręgu przyjaciół Beauvoir najbieglej ze wszystkich wytykała mu słabe punkty w rozumowaniu. Jego myśl oddziałuje na mnie z coraz większą mocą. Podziwiam go i jestem mu wdzięczna za to, jak szczodrze się udziela – napisała w swoim dzienniku.
Sartre i Beauvoir należeli do grupy siedemdziesięciu sześciu studentów z całego kraju, którzy w 1929 zdawali niezwykle trudną pisemną część „agrégation” z filozofii. Pomyślny wynik oznaczał dożywotnie zatrudnienie na stanowisku nauczyciela w państwowej szkole średniej. Wyniki egzaminu ogłoszono 30 lipca 1929 – pierwsza lokata przypadła Sartre’owi. Beauvoir, z wynikiem słabszym o dwa punkty, była druga.
Powszechnie uważa się, że to Jean Paul Sartre przemienił Simone de Beauvoir ze statecznej córki francuskiej burżuazji w niezależną myślicielkę. Nie jest to jednak prawda – Sartre jedynie zachęcił ją do tego.
Sartre uważał, że małżeństwo byłoby dla niej pułapką. Nie była to obezwładniająca namiętność – przyznała w dzienniku – ale jest to szczęście. Sartre nie wspominał o małżeństwie; zamiast tego zaproponował umowę, początkowo na dwa lata. Sartre od początku wyraźnie zaznaczył, że nie jest zainteresowany monogamią. Odradzał to również Simone. Miłość między nimi nazywał konieczną. Byli „tego samego gatunku” i mieli kochać się aż do śmierci, ale nie powinni wyrzekać się miłości „przypadkowych”, czyli drugorzędnych. Sartre wierzył głęboko, że w miłości nie chodzi o posiadanie. Gdy Beauvoir podniosła drażliwy temat zazdrości, odparł, że jeśli będą sobie mówić wszystko, jedno nie poczuje się nigdy wyłączone z życia drugiego.
Beauvoir mieszkała w Paryżu w pokoju wynajmowanym od własnej babki, Sartre odbywał służbę wojskową. Gdy nie udał się planowany przez Sartre’a wyjazd do Japonii, w marcu 1931 przyjął miejsce w liceum w Hawrze. Tydzień później Beauvoir dowiedziała się, że przydzielono ją do szkoły w Marsylii. Przejście do kategorii ludzi żonatych byłoby jeszcze jednym wyrzeczeniem – napisała Beauvoir – najbardziej elementarna przezorność zakazywała mi wyboru przyszłości, którą mogłyby zatruć [wyrzuty sumienia].
W 1931 nauczała w liceum w Rouen, gdzie zaprzyjaźniła się z jedną ze swoich uczennic, mieszkających w internacie – Olgą Kossakiewicz. W październiku 1935 za zgodą rodziców uczennicy Sartre i Beauvoir wynajęli dla Kossakiewicz pokój. Zostały kochankami. Sartre uwodził Kossakiewicz od dawna, a teraz stał się jej mentorem. Z czasem dołączył do nich Jacques-Laurent Bost.
Dopiero w 1939 de Beauvoir i Sartre przenieśli się do Paryża. W 1943 de Beauvoir opublikowała swoją pierwszą książkę L’Invitée, która opisuje swój „czworokąt uczuciowy”. Ta skandalizująca książka odniosła sukces. Jednocześnie usunięto de Beauvoir z zawodu nauczycielki z powodu związku homoseksualnego z jedną z jej uczennic. Podjęła wówczas pracę w radiu.
Z Sartre’em i Albertem Camusem założyli gazetę „Les Temps modernes”, której celem było propagowanie egzystencjalizmu poprzez współczesne dzieła literackie. De Beauvoir publikowała artykuły, wyrażające jej zaangażowanie dla ateizmu i komunizmu. Stała się sławna i bogata, odbyła liczne podróże, m.in. do Chile, Chin i ZSRR (gdzie poznała takich ludzi jak: Fidel Castro, Che Guevara, Mao Zedong, Richard Wright). W USA zakochała się w pisarzu Nelsonie Algrenie (zachowało się 300 miłosnych listów do niego).

### Działaczka i feministka
W 1949 jej najważniejsze dzieło, Druga płeć (Le Deuxième sexe), odniosło ogromny sukces: w ciągu pierwszego tygodnia sprzedano ponad 20 000 egzemplarzy. Książka zyskała akceptację uczonych, w tym antropologa Claude Lévi-Straussa. Druga płeć stała się jednym z głównych dzieł drugofalowego feminizmu. Na jej podstawie ufundował się nurt feminizmu egzystencjalnego (kontynuowany m.in. przez Élisabeth Badinter). Druga płeć jest ważna dla całej filozofii feministycznej.
Książka ta analizuje podporządkowaną mężczyznom sytuację kobiet w społeczeństwie, bada przyczyny m.in. religijne, biologiczne i cywilizacyjne. Często cytuje się jej słowa: Nie rodzimy się kobietami – stajemy się nimi. Największy skandal wywołały poglądy de Beauvoir na temat macierzyństwa (sama nigdy nie chciała mieć dzieci), aborcji (której kilkakrotnie się poddała) oraz małżeństwa (porównała je do prostytucji). Książka de Beauvoir w znacznym stopniu przyczyniła się do legalizacji aborcji we Francji.
W 1954 otrzymała nagrodę Goncourtów za książkę Mandaryni (Les Mandarins), opisującą jej związek z Nelsonem Algrenem.
Od 1958 tworzyła kolejne książki na motywach autobiograficznych. W 1964 poznała studentkę filozofii Sylvie Le Bon, którą uznała za „duchową córkę” i adoptowała. Aktywnie uczestniczyła w protestach przeciwko wojnie w Algierii i za legalizacją aborcji.
W książce La Cérémonie des adieux, opisała ostatnie chwile Jeana-Paula Sartre’a z szokującymi szczegółami; nie wahała się także krytykować go.
Zmarła w 1986 na zapalenie płuc. Została uroczyście odprowadzona przez tłumy kobiet i pochowana obok Sartre’a na cmentarzu Montparnasse w Paryżu.

## Najważniejsze dzieła
- 1943: L’Invitée (Zaproszona),
- 1945: Le Sang des autres (Cudza krew),
- 1946: Tous les hommes sont mortels (Wszyscy jesteśmy śmiertelni),
- 1948: L’Existentialisme et la Sagesse des nations (Egzystencjalizm i mądrość narodów),
- 1949: Le Deuxième sexe (Druga płeć),
- 1954: Les Mandarins (Mandaryni),
- 1958: Mémoires d’une jeune fille rangée (Pamiętnik statecznej panienki),
- 1960: La Force de l'âge (W sile wieku),
- 1963: La Force des choses (Siłą rzeczy),
- 1966: Les Belles Images (Śliczne obrazki),
- 1968: La Femme rompue (Kobieta zawiedziona),
- 1979: Quand prime le spirituel (Kiedy duchowość dominuje).